# 相思树小煤炱
相思树小煤炱（学名：Meliola koae）是属于小煤炱目小煤炱科小煤炱属的一种真菌，寄生在金合欢属植物上。该种分布于中国、日本、美国。